# Lissoclinum tunicatum
Lissoclinum tunicatum är en sjöpungsart som beskrevs av Monniot 1996. Lissoclinum tunicatum ingår i släktet Lissoclinum och familjen Didemnidae. Inga underarter finns listade i Catalogue of Life.